# Marcélia Cartaxo
Pour les articles homonymes, voir Cartaxo (homonymie).
Marcélia de Souza Cartaxo est une actrice brésilienne, née à Cajazeiras (Brésil) le 27 octobre 1963.

## Biographie
Marcélia Cartaxo est apparue dans plus de trente films et émissions de télévision depuis 1985. Elle a remporté l'Ours d'argent de la meilleure actrice au 36e Festival international du film de Berlin pour son rôle de Macabéa dans A Hora da Estrela (Hour of the Star).

## Filmographie partielle

### Au cinéma
- 1985 : A Hora da Estrela (Hour of the Star) de Suzana Amaral : Macabéa
- 2001 : Amélia d'Ana Carolina
- 2002 : Madame Satã de Karim Aïnouz

### À la télévision
- 2001 : Porto dos Milagres (telenovela)
- 2007-2008 : Desejo Proibido (telenovela)

## Distinctions
- 1986 : Festival international du film de Berlin : Ours d'argent de la meilleure actrice pour A Hora da Estrela (1985), partagé avec Charlotte Valandrey pour son rôle dans Rouge Baiser de Véra Belmont